# 维克多·费雷拉
维克多·雨果·费雷拉（西班牙語： Victor Hugo Ferreyra，1964年2月24日—）是一名已退役的阿根廷足球运动员，退役前司职前锋。他曾效力于阿根廷多家俱乐部，其中就包括阿爾馬格羅聖羅倫素體育，他也曾效力於苏格兰的邓迪联足球俱乐部。  1991年，他还代表阿根廷國家足球隊踢了兩場比賽。